# 中村豊秀
中村 豊秀（なかむら とよひで、1923年9月11日 - 2008年）は、日本の作家・歴史家。

## 略歴
東京生まれ。当初の筆名は中村貘。山手樹一郎に師事、さまざまな職業をへたのち作家となる。2000年「小島に祈る」で部落解放文学賞受賞。

## 著書
- 『風流交番日記』中村貘 徳島書房 1954 / 20世紀社 1955
- 『風流交番日記 続』中村貘 文芸評論社(スワン文庫)1956
- 『艶筆伊勢物語』中村貘 文芸評論社(艶筆文庫） 1956
- 『誘われた欲情 名刑事ノート』浦島正平 述,中村貘 著 大日本雄弁会講談社 1956
- 『あまから戦陣訓』中村貘 榊原書店 1957
- 『純情お巡さん』中村貘 東方社 1957
- 『大ばか小ばか』アドエース出版事業部 1970
- 『癩病棟 小説』桃園書房 1971
- 『公僕野郎』桃園書房 1971
- 『脱・東京実験記 公害の街よさらば』六法出版社(サンブックス)1974
- 『新風流交番日記』桃園書房 1976
- 『紀州与力騒動 その後の徳川家康先鋒隊』叢文社 1985
- 『背広をきた侍 小説・新渡戸稲造』国書刊行会 1985
- 『天神崎 その自然保護運動の実情』国書刊行会 1986
- 『紀州田辺の四奇人』吉田弥左衛門 (続田奈部豆本） 1987
- 『鐘と弁慶』吉田弥左衛門 (続田奈部豆本） 1988
- 『松平山城守』吉田弥左衛門 (続々田奈部豆本 1989
- 『幕末武士の失業と再就職 紀州藩田辺詰与力騒動一件』1993 中公新書
- 『小島に祈る』講談社出版サービスセンター 2001
- 『青少年のための南方熊楠伝』廣本直子 絵 あおい書店 2013